# Pierre De Glimes
Pierre-François-Joseph De Glimes ou Deglim, né à Bruxelles le 20 avril 1744 et mort dans la même ville le 26 janvier 1800, est un artiste peintre des Pays-Bas autrichiens qui fut actif à Bruxelles dans la seconde moitié du XVIIIe siècle.

## Sa vie familiale
Les De Glim ou Deglim sont déjà bien représentés à Bruxelles au XVIIe siècle mais aucune étude approfondie n’ayant encore été établie sur cette famille, il n’est pas certain que Pierre François Joseph De Glim ou De Glimes appartienne bien à cette famille bruxelloise-là même si c’est assez probable.
Quoi qu’il en soit, Jean Baptiste Deglimes – ou Deglim et autres orthographes du nom – un négociant, épousa à Bruxelles, sous le nom de De Glein, en l’église Notre-Dame de la Chapelle le 27 août 1741 Elisabeth Van Mol. Celle-ci fut inhumée à Bruxelles, paroisse Notre-Dame de la Chapelle  le 1er janvier 1759. Elle laissait plusieurs enfants encore fort jeunes, qui avaient été baptisés à Bruxelles, Notre-Dame de la Chapelle, sous les noms de De Glim, De Glime, De Glimme ou De Glimes. L’on connaît Louise Ursule, baptisée le 22 octobre 1742, Pierre François Joseph qui sera artiste peintre et qui fut baptisé en 1744, Claire baptisée le 27 mai 1745, Hubert Joseph baptisé  le 29 août 1747 qui épousa à Sainte-Gudule le 11 septembre 1768 Jeanne Catherine Pieret, qui fut cuisinier à Anvers en 1798 et qui est mort à Bruxelles le 13 septembre 1817, et enfin Gaspard baptisé  le 20 janvier 1749. Quelque mois après le décès de sa première épouse, leur père, Jean Baptiste De Glimes, se maria en secondes noces, en l’église Notre-Dame de la Chapelle  le 15 juillet 1759 à Anne Marguerite Godart. Il mourut à Bruxelles et fut inhumé à Notre-Dame de la Chapelle le 14 décembre 1775. Son épouse ne lui survécut que quelques semaines et fut inhumée à Bruxelles, au cimetière de Notre-Dame de la Chapelle le 7 février 1776.
Pierre François Joseph De Glim ou Deglim, mais qui lui-même utilisera le plus souvent l'orthographe De Glimes, est né à Bruxelles le 20 avril 1744 et fut baptisé le lendemain en l’église de Notre-Dame de la Chapelle. Il épousa à Bruxelles, en l’église Saint-Géry le 29 juin 1776, environ six mois après le décès de son père et de sa belle-mère, Jeanne Caroline Denis. Celle-ci mourut à Bruxelles le 26 mars 1796, âgée de 42 ans, alors qu’elle habitait à la rue des Cinq étoiles, près de la Pompe, comme le précise son acte de décès, et elle fut inhumée le 28 du même mois. Pierre De Glimes, âgé de 54 ans et qualifié d’artiste peintre, habitant à Bruxelles à la rue de la Pépinière, n° 1016, se remaria à Bruxelles le 25 août 1798 à la jeune Marie Norbertine Bigarez, qui était née à Bruxelles le 2 décembre 1772, alors âgée de 25 ans, habitant à la même adresse que son futur mari, et fille de Gérard Bigarez, rentier à Bruxelles, et d’Anne Catherine Tombeur. Les époux avaient notamment choisi comme témoin de leur mariage Paul-Louis Cyfflé, qui fut sculpteur du roi de Pologne en Lorraine et qui habitait alors à Ixelles. Pierre De Glimes mourut à Bruxelles peu de temps après ses secondes noces. Il est mort le 26 janvier 1800, en son domicile de la rue de l’Égalité, n° 1044. Son épouse, Marie Norbertine Bigarez, rentière, fut retrouvée morte en sa demeure, rue des Sables, n° 1136, le 22 octobre 1818 et son décès fut déclaré par les autorités de police.   
Pierre De Glimes avait eu plusieurs enfants de son premier mariage et un enfant, posthume, de sa seconde union. Le premier de ces enfants, leur fille Jeanne, avait été baptisée à Bruxelles, paroisse Saint-Géry, le 29 septembre 1776, soit quelques mois après le mariage des parents. Suivirent ensuite Daniel Pierre Ferdinand baptisé à Bruxelles, à Sainte-Gudule, le 4 septembre 1777 et mort à Bruxelles le 31 octobre 1777, puis Jacques Joseph baptisé à Sainte Gudule le 9 novembre 1778, et enfin Sebastien Pierre, né au domicile de ses parents situé au Mont de Sion, et baptisé à Sainte-Gudule le 3 février 1780 que l'on retrouve comme gantier en 1802 à Saint-Josse-ten-Noode. Du second mariage de Pierre De Glimes était né Henri Julien De Glimes, à Bruxelles le 22 avril 1800, à la rue de l'Égalité. Ce dernier fut tailleur, et alors habitant à la rue de Namur, il épousa le 16 février 1839 à Bruxelles Marie Thérèse Denis.  
Le troisième enfant était Jacques-Joseph De Glimes (1778-1828). Il fut un poète néolatin célèbre de son temps et maire de Saint-Josse-ten-Noode de 1808 à 1813. Il aura plusieurs enfants de son épouse Marie Heymans, épousée à Saint-Josse-ten-Noode en 1801.

## Son œuvre
Pierre De Glimes a vraisemblablement effectué une partie de sa formation à Paris. Il est en effet inscrit en 1768 à l'École académique, sous le nom de Pierre-Joseph de Glain, de Bruxelles, où il est protégé par Vien. 
Il s’est fait connaître surtout comme portraitiste et aussi par diverses compositions comme la Bergère dans l'orage, tableau conservé par le Royal Pavilion & Museums Trust, Brighton & Hove.
Des sympathies révolutionnaires lui sont connues puisque le magnifique portrait du tribun révolutionnaire brabançon Henri van der Noot, l'âme de la révolution brabançonne, est de sa main. De Glimes, après une intervention de son ami Joseph Fernande, s'était, en juillet 1787, rendu chez van der Noot à cinq heures du matin, et y travailla pendant sept à huit jours de suite, jusqu'à l'achèvement du portrait. Celui-ci fut ensuite gravé à Londres par le célèbre Bartolozzi. De Glimes refusa cependant d'y inscrire les vers que Mme de Bellem lui avait demandé d'y mettre. Il a existé de la main également de Pierre De Glimes, un portrait de Marianne de Bellem, la fille Jeanne de Bellem qui fut la maîtresse de van der Noot. Malheureusement, ce dernier portrait semble perdu depuis qu'en janvier 1868, un certain J.H.J. Sloors, de la rue Royale n° 183 à Saint-Josse-ten-Noode, offrit de le vendre pour 900 francs aux Musées royaux, mais l'offre fut déclinée.
De fait, en vue de préparer la révolution brabançonne, et à l'instigation de van der Noot, des compagnies de volontaires vinrent s'agréger aux antiques Serments de la ville afin de maintenir le bon ordre. En réalité, ces Serments préparaient ainsi la résistance armée. La compagnie des volontaires agrégés au Serment de Saint Michel, dits Escrimeurs, commandée par M. Devaux, comptait parmi ses membres le peintre De Glimes.
Pierre De Glimes faisait également partie du cercle des amis intimes de Jeanne de Bellem et de sa fille, et il habitait alors à la rue de l'Orangerie.

## Son action en faveur des Beaux-arts
Il figure en 1779, parmi ce groupe d'artistes qui trouvant le directeur de l'Académie Bernard Verschoot trop despotique, demandèrent quatre ans plus tard à leurs Altesses Royales Marie-Christine et Albert-Casimir de pouvoir fonder une nouvelle académie et de constituer un véritable corps académique composé des principaux artistes de Bruxelles. Figuraient dans cette requête qui n'eut pas de suites outre Pierre De Glimes, Antoine Cardon, graveur en taille douce, O. Le May, N. Faber, J. B. Waghemans, Bosschaert, F. Van der Puy, Luytens, peintre, J. Rokaert, peintre, et les sculpteurs Gilles-Lambert Godecharle, Joseph Fernande et François Janssens.
Toutefois l'idée resta dans l'air et ont retrouvera le nom de certains des signataires de cette supplique, ou leurs fils, parmi les fondateurs en 1803 de la Société de peinture, sculpture et architecture de Bruxelles.

## Expositions
Divers Musées, à Bruxelles, Cambridge et Gand conservent des œuvres de ce peintre encore mal connu.